# Baden (Argovie)
Pour les articles homonymes, voir Baden.
Baden est une commune suisse du canton d'Argovie, située dans le district de Baden. Elle est située sur la rive gauche de la rivière Limmat, à 25 kilomètres au nord-ouest de Zurich. Elle fut pendant plusieurs siècles le centre politique de la Confédération, puisque, de 1424 à 1712, la ville accueillit les sessions de la Diète fédérale. Bien qu’appartenant au canton d'Argovie, Baden est aujourd'hui englobée dans la région métropolitaine de Zurich.
La ville est visitée principalement pour ses sources d'eau chaude soufrée. Elles sont mentionnés par Tacite dans son livre Historiae (~ 100) et sont à la mode aux xve et xvie siècles. L'eau jaillit au nord de l'ancienne ville. Beaucoup de restes datant de l'époque romaine ont été trouvés près des jardins du Kursaal. La ville, dominée à l'ouest par les ruines du château de Stein, est pittoresque avec un pont de bois et une porte d'entrée de ville.

## Géographie
Selon l'Office fédéral de la statistique, Baden mesure 13,18 km2.
Bâtie au pied des derniers contreforts du Jura, Baden est située dans un coude de la rivière, appelée la Limmat. Elle tire ses origines des sources d’eau chaude qui jaillissent de part et d'autre de cette rivière. La ville thermale et les quartiers industriels s’étendent au pied de la ville ancienne, massée sur un éperon dominant la rivière et portant les ruines du château de Stein.

## Démographie
Selon l'Office fédéral de la statistique, Baden compte 19 839 habitants fin 2022. Sa densité de population atteint 1505 hab./km2.

## Histoire

Vue aérienne (1950).

Les sources thermales de Baden sont déjà utilisées à l'époque romaine et le site est connu sous le nom d’Aquae Helveticae. La cité elle-même n'existe que depuis le XIIIe siècle, alors que la région appartient à la Maison de Habsbourg.
En 1412 la Paix de Baden est signée entre la Suisse et l'Autriche.
En 1415, Baden passe en tant que territoire sujet aux Confédérés. En 1714, le Traité de Baden est signé entre Louis XIV et l'empereur Charles VI, pour mettre un terme à la Guerre de Succession d'Espagne. Le Traité de Baden (1718) met fin à la guerre civile de Toggenburg en Suisse.
À la chute de la Confédération des XIII cantons, la cité est promue au rang de chef-lieu d'un canton de Baden. Elle rétrograde et devient chef-lieu de district en 1803, avec la création du canton d'Argovie.
En 1847, la première ligne de chemin de fer entièrement située sur territoire suisse est inaugurée entre Baden et Zurich. Elle porte le nom de « Spanisch-Brötlibahn ». L'avènement du chemin de fer assure un formidable essor à Baden.
En 1891, le Britannique Charles Brown (en) et le Bavarois Walter Boveri fondent à Baden une usine d'électrotechnique produisant des turbines à vapeur et des installations électriques pour les centrales hydrauliques et les chemins de fer. Celle-ci se développe rapidement sous le nom de Brown Boveri.
En 1962, la commune de Baden intègre les deux anciennes commune de Dättwil et Rütihof en son territoire.
Le 12 mars 2023, les habitants acceptent d'intégrer la commune voisine de Turgi dans son territoire communale par 3 123 voix contre 2 151. La fusion est effective depuis le 1er janvier 2024.

## Économie

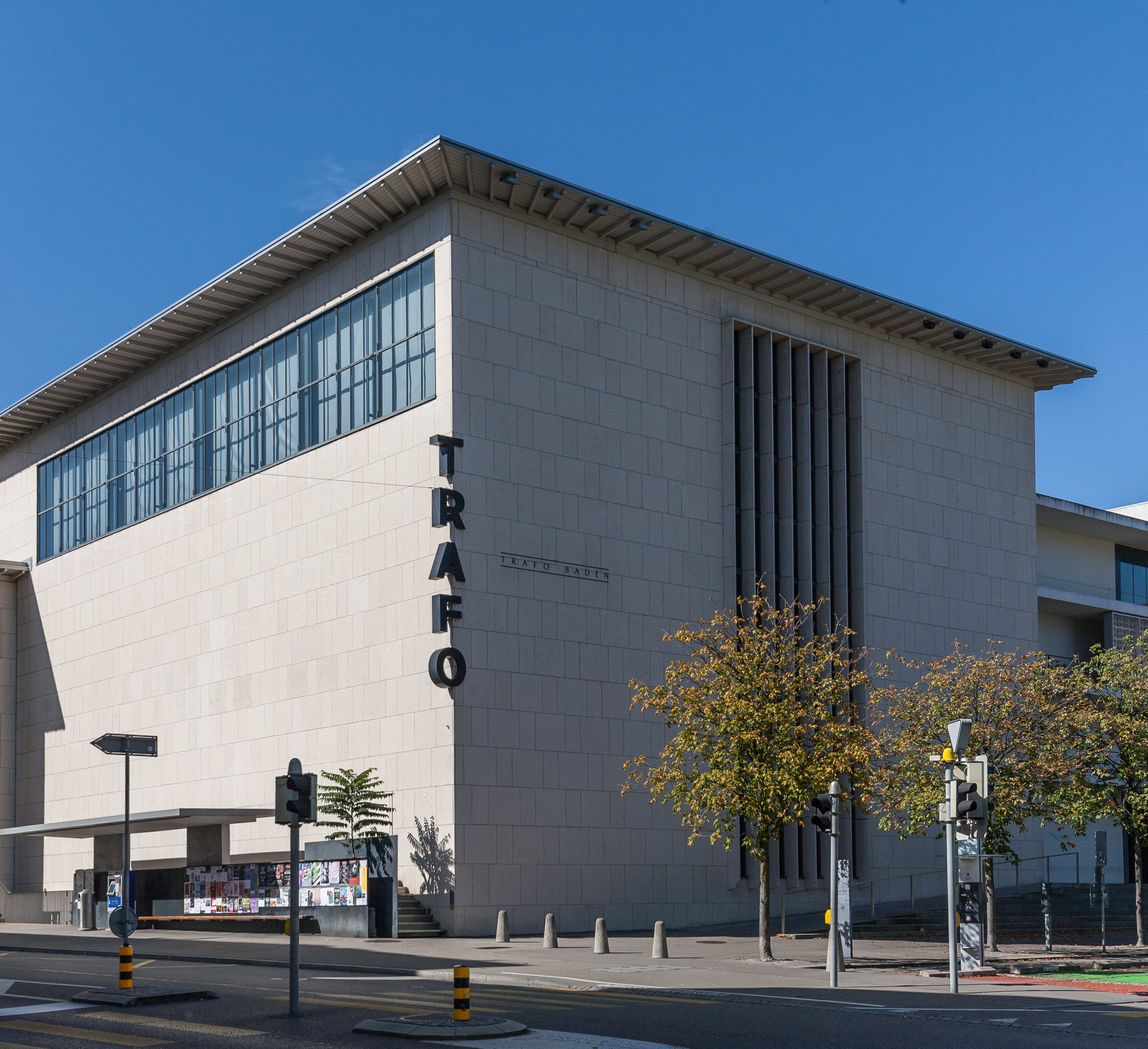
« Le Transformateur », ancien laboratoire haute tension d'ABB/BBC.

- ABB Suisse, technologies énergétiques et automatismes industriels
- Alstom Suisse, générateurs d’énergie et matériel ferroviaire
- Groupe Axpo, distribution d’électricité

## Médias
- Badener Tagblatt

## Culture et patrimoine

### Héraldique
| Blason | Blasonnement : D'argent au chef de gueules soutenu d'un pal de sable. |

### Monuments et curiosités

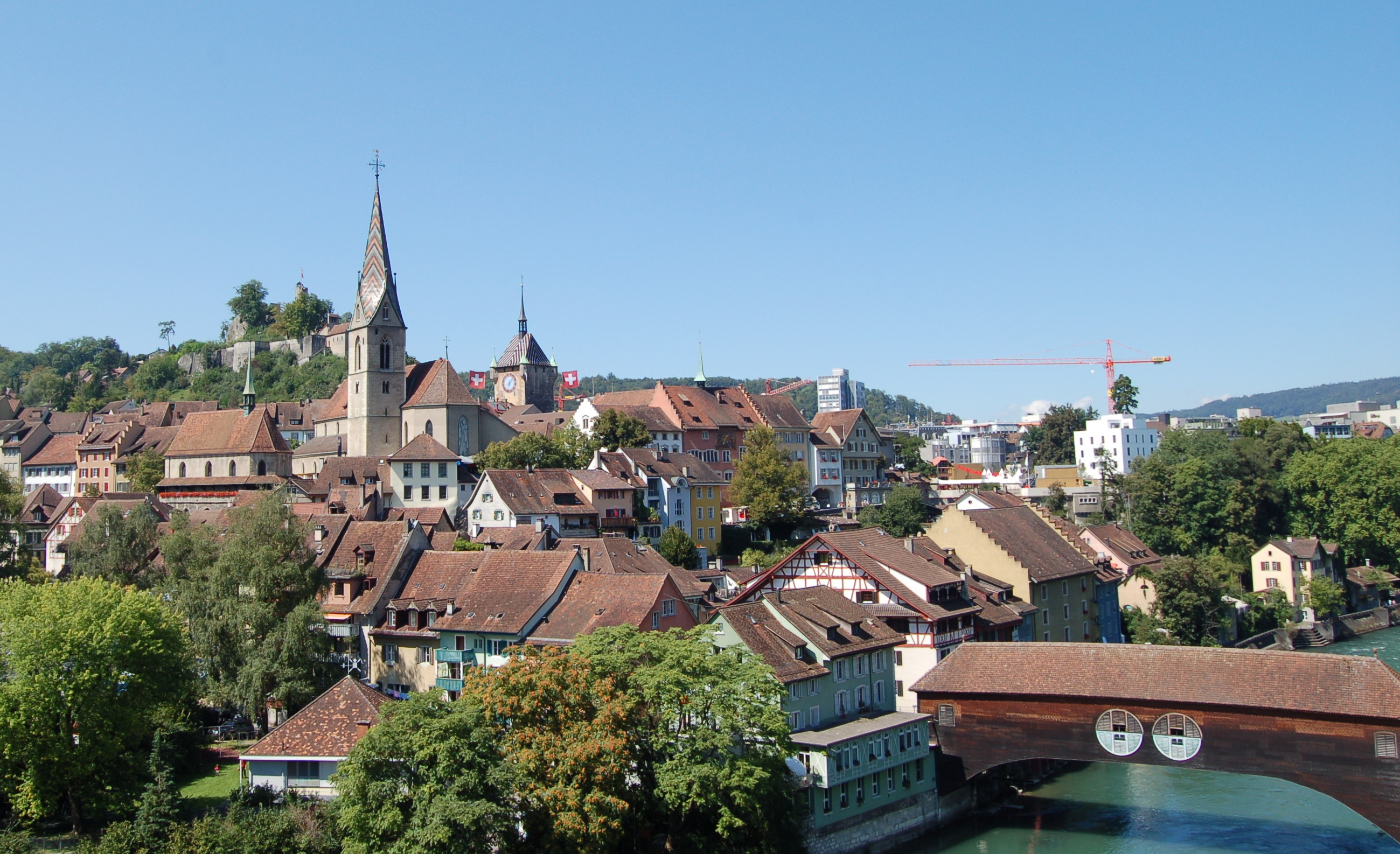
Vieille ville.

- Porte de la ville de style gothique tardif.
- Église municipale de l'Assomption et de Saint-Damien, basilique de style gothique tardif.
- Chapelle Saint-Sébastien à deux étages, crypte avec voûte à nervures et chapelle supérieure avec fresques gothiques tardives.
- Château des baillis (Landvogteischloss), aujourd'hui Musée historique.
- Château Stein (Schloss Stein), aujourd'hui en ruine.
- Ancien Hôtel de Ville (Stadthaus), formé d'un ensemble de bâtiments, dont la partie la plus ancienne contient la salle de la Diète.
- Musée de l’enfant (Schweizer Kindermuseum).
- Fondation Langmatt, collection de peintures de la famille d’industriels Sidney et Jenny Brown-Sulzer.
- Pont couvert de Baden.
- Synagogue.

### Personnalités
- Édith Boissonnas, née Roethlisberger (1904-1989), poétesse.
- Barbara Borsinger (1892-1973), infirmière.
- Louise Catherine Breslau (1856-1927), peintre.
- Pascale Bruderer (1977-), personnalité politique.
- Silvan Dillier (1990-), coureur cycliste.
- Hugo W. Doppler (1942-), numismate.
- Albert Hofmann (1906-2008), chimiste.
- Joseph Nieriker (1828-1903), dessinateur, lithographe et graveur.
- Johann Rudolph Rengger (1795-1832), naturaliste et médecin.
- Jörg Stiel (1968-), footballeur.
- Howard Vernon (1914-1996), acteur.

## Transports
- Ligne ferroviaire CFF Zurich – Brugg – Bâle
- Lignes de bus pour Bremgarten, pour Spreitenbach, pour Berikon, pour Döttingen, pour Endingen, pour Kaiserstuhl et pour Wettingen
- Autoroute A1, sortie 54 (Baden-Ouest) et sortie 55 (Baden-Est)

## Sports
- FC Baden